# Seznam chráněných území v okrese Bratislava II
Toto je seznam chráněných území v okrese Bratislava II aktuální k roku 2015, ve kterém jsou uvedena chráněná území v oblasti okresu Bratislava II.
| Kód | Obrázek         | Typ | Název           | Rozloha (ha) | Galerie Commons | Popis území | Souřadnice                     |
| --- | --------------- | --- | --------------- | ------------ | --------------- | ----------- | ------------------------------ |
| 6   |                 | CHA | Bajdeľ          | 8,6800       |                 |             |                                |
| 40  |                 | PR  | Gajc            | 62,7200      |                 |             |                                |
| 121 | Kopáčsky ostrov | PR  | Kopáčsky ostrov | 82,6200      |                 |             | 48°5′41″ s. š., 17°9′46″ v. d. |
| 125 |                 | PP  | Panský diel     | 15,6000      |                 |             |                                |
| 135 |                 | CHA | Poľovnícky les  | 7,5000       |                 |             |                                |
| 172 |                 | PR  | Topoľové hony   | 60,0600      |                 |             |                                |